# Triaspis odontochila
Triaspis odontochila är en stekelart som beskrevs av Martin 1956. Triaspis odontochila ingår i släktet Triaspis och familjen bracksteklar. Inga underarter finns listade i Catalogue of Life.